# Incara
Incara is een monotypisch geslacht van straalvinnige vissen uit de familie van de slaapgrondels (Eleotridae).

## Soort
- Incara multisquamatus Visweswara Rao, 1971